# Régions de Bosnie-Herzégovine

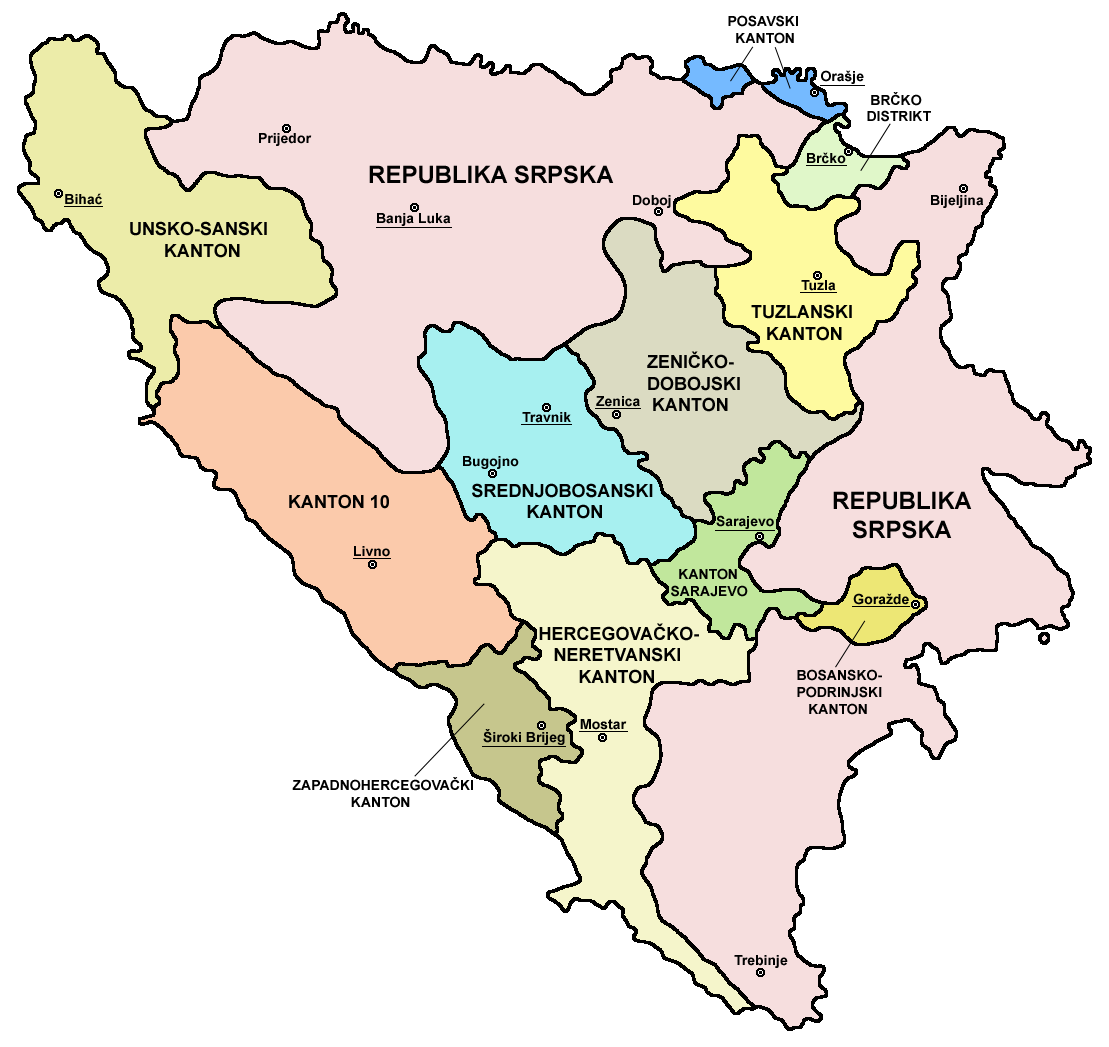
Division politico-administrative de la Bosnie-Herzégovine

Les régions de Bosnie-Herzégovine (en bosnien : Regije Bosne i Hercegovine) correspondent à deux types de subdivisions : des régions historiques et géographiques et, plus récemment, des régions économiques.

## Régions géographiques et historiques
- Bosnie (Bosna)
  - Bosanska Krajina
    - Cazinska Krajina

  - Bosanska Posavina
  - Semberija
  - Podrinje
  - Tropolje (Završje)
  - Srednja Bosna
    - Vrhbosna

  - Herzégovine (Hercegovina)
    - Herzégovine de l'Ouest
    - Herzégovine de l'est
    - Herzégovine du nord

## Régions urbaines
Elles sont centrées autour de grandes villes du pays.
- Région de Banja Luka
- Région de Mostar
- Region de Sarajevo
- Région de Tuzla
- Région de Zenica